# Masakr v obci Samaški v Čečensku
Masakr v obci Samaški v Čečensku, známý též jako Masakr v Samaški, byla masová vražda asi 100 neozbrojených čečenských civilistů, hlavně starců, žen a dětí, kterou spáchali vojáci ruské armády z 21. „Sofrinské“ motorizované brigády VV, oddílu OMON a SOBR z Orenburgu, 7. dubna 1995 ve vesnici Samaški (čečensky Саьмаӏаш, Samaš) v Čečensku.
Přes 3000 ruských vojáků polévalo domy benzínem a zapalovalo je, oběti byly znásilňovány, stříleny a upalovány. Po tři dny ruská armáda odmítla povolit zástupcům Červeného kříže vstup do vesnice. Ruská strana označila obvinění za nesmysl a uvedla, že odbojáři ve vesnici začali střelbu jako první.

## Reakce
Týdeník Moskovskije novosti uvedl, že Rusové v Samaški provedli to, co za války prováděli Němci. Jen Rusové to provedli svým vlastním lidem.
Slovenský deník SME označil masakr v Samaški za čečenské Lidice.

## Následující masové útoky na civilisty
K dalšímu masovému útoku ruského vojska na civilisty v obci došlo v letech 1995 až 1996, k dalšímu v říjnu 1999 a k další rozsáhlé operaci pak v květnu 2000.